# 松平憲良
松平 憲良（まつだいら のりよし）は、江戸時代前期の大名。美濃国大垣藩の第2代藩主、のち信濃国小諸藩藩主。官位は従五位下・因幡守。通称は五郎。はじめ憲良、のち忠憲を名乗る。妻は永井尚政の娘。

## 生涯
元和6年（1620年）、美濃大垣藩の初代藩主・松平忠良の次男（嫡男）として大垣で誕生。母は酒井家次の娘。
寛永元年（1624年）6月、父の死去により5歳で家督を相続し、遺領を継ぐ。しかし幼少のため、同年9月、信濃国小諸に移封された。所領は、佐久郡の北半分、小県郡内23か村、および北沢村内で1万石（現・佐久市）、計5万石だった。このうち、庶兄・忠利に、小県郡3000石、佐久郡2000石、計5000石を分知した（祢津知行所）。
寛永11年（1634年）12月、従五位下・因幡守に叙位・任官する。寛永18年（1641年）、はじめて小諸城に入った（それまで生活の中心は江戸にあった）。藩政では、荒れ地の再開発や新田開発に特に力を入れた。また、寛永年間に検地を行ない、5カ所の寺を開基するなどして治世の安定に努めた。
正保4年（1647年）8月13日、死去した。享年28。法名は月山宗江高樹院。総泉寺に葬られた。
嗣子がなかったため改易となった。慶安元年（1648年）閏1月20日、弟・康尚が憲良の名跡を継ぎ、下野国那須郡内に1万石を与えられた。

## 系譜
- 父：松平忠良（1582-1624）
- 母：酒井家次の娘
- 正室：永井尚政の娘
- 生母不明の子女
  - 女子：松平隆政正室